# عريقة (قرية)
قرية عريقة قرية صغيرة تقع في جنوب سورية  وتتبع لمحافظة السويداء يسكنها حوالي 8آلاف نسمة وتقع في منطقة اللجاة المنخفضة عن سفح الجبل إلى الشمال من مدينة السويداء وهي منطقة صخرية وعرة تحيطها صبات بركانية طبيعية جميلة.
تبعد عن مركز مدينة السويداء حوالي 24 كيلو مترا وهي في موقع بين القرى المجاورة يميزها حيث أصبحت مركزا لعدة مشاريع حيوية في المنطقة أهمها مركز إنعاش الريف الذي يشمل فروع لجامعة دمشق - كلية الآداب كما أقيم في القرية معملا للسجاد اليدوي ومستشفى ومركز تحاليل طبية ومسرح وروضة أطفال وغيرها كما وتتميز عريقة كمقصد ديني لوجود مقام عمار بن ياسر أحد صحابة النبي محمد على قمة تل متداخل مع شمال البلدة يتمتع قاصدوه بمناظر جميلة للمنطقة حيث يؤدون نذورهم وما إلى ذلك.
كذلك فإن عريقة تعتبر مقصد سياحي متميز في المحافظة لوجود مغارة عريقة الطبيعية فيها وهي مغارة نتجت طبيعيا من أعمال بركانية. وتم إنارتها لاحقا وعند مدخلها أنشئت استراحة ومقهى ليلاقي الزائرون بعض الراحة والطعام والشراب وفي المساء تقام فيه الحفلات الغنائية الترفيهية وكذلك في عريقة العديد من المباني التاريخية والآثار الهامة.
بسبب موقعها الإستراتيجي في المنطقة تم إحداث مشروع جديد فيها وهو مركز تخزين وتوزيع البترول على المنطقة الجنوبية ليقوم بتخديم محافظتي السويداء ودرعا، وهناك مشروع قيد الإنجاز أيضا هو المرصد الفلكي والذي سيجعل من البلدة مقصدا علميا ليضيف بذلك سببا آخر لتميزها في منطقة كادت أن تكون منسية. يتوسط البلدة مطعم كبير يستقبل مائتي شخص، وقريبا سوف يتم إنشاء مركز تدريب وتعليم للغات والمعلوماتية على مستوى راق.
وفيما يخص أسم قرية عريقة من الجدير بالذكر أن هذا الاسم يعتبر اسم جديد نسبياللقرية حيث كانت تدعى بالأصل كلمة يونانية «آهارات» ومع الوقت ونتيجة التحريف اللغوي دعيت آهرة.